# Bataille du détroit d'Albemarle
Guerre de Sécession
Batailles
Fort Sumter - 1re Bull Run - Shiloh - Sept Jours - 2nd Bull Run - Antietam - Fredericksburg - Stones River - Chancellorsville - Gettysburg - Vicksburg - Chickamauga - Chattanooga - Wilderness - Spotsylvania
La bataille du détroit d'Albemarle se déroula entre le 5 mai 1864, durant la Guerre de Sécession.